# Kate Raworth
Kate Raworth (13 december 1970) is een Engelse econome werkzaam als senior associate bij de Universiteit van Oxford en Professor of Practice bij de Hogeschool van Amsterdam. Ze is bekend van haar werk over de Donut, waar ze een economisch model mee verstaat dat balanceert tussen essentiële menselijke behoeften en planetaire grenzen. Voordat ze aan de slag ging voor het Environmental Change Institute van de Universiteit van Oxford, werkte ze als onderzoeker voor Oxfam.
In 2017 kwam haar boek Donuteconomie: In zeven stappen naar een economie voor de 21e eeuw uit, waarin ze pleit voor het heroverwegen van de fundamenten van de economische wetenschap. In plaats van te focussen op de groei van de economie, zouden economen zich bezig moeten houden met vragen over hoe we ervoor kunnen zorgen dat iedereen op aarde toegang heeft tot hun basisbehoeftes, zoals voldoende te eten en onderwijs, terwijl we de mogelijkheden voor toekomstige generaties niet beperken door het uitputten van ons ecosysteem. Hiervoor is het volgens haar belangrijk om de economie circulair en distributief in te richten.

## Galerij

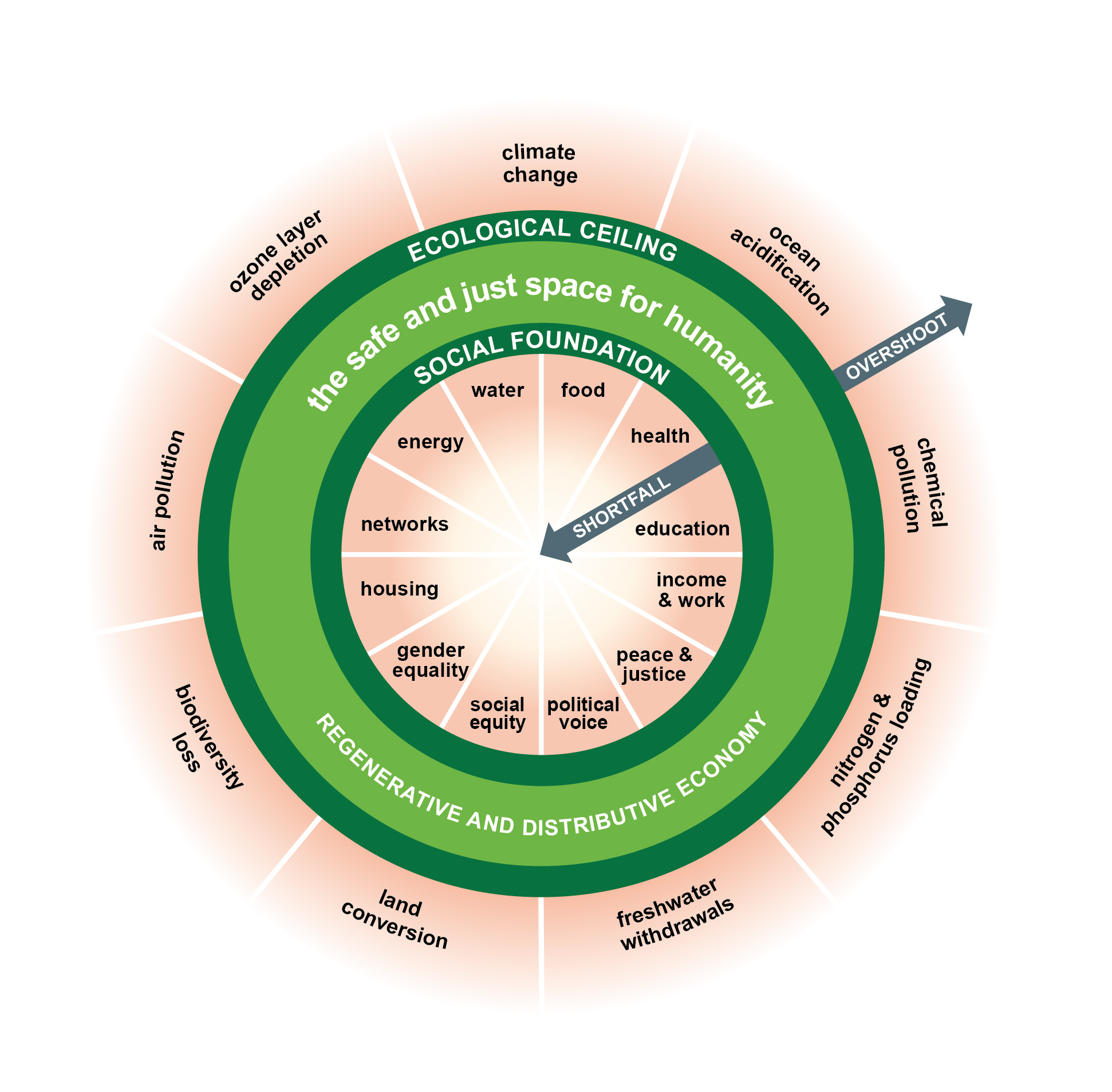
Het donutmodel van de economie.
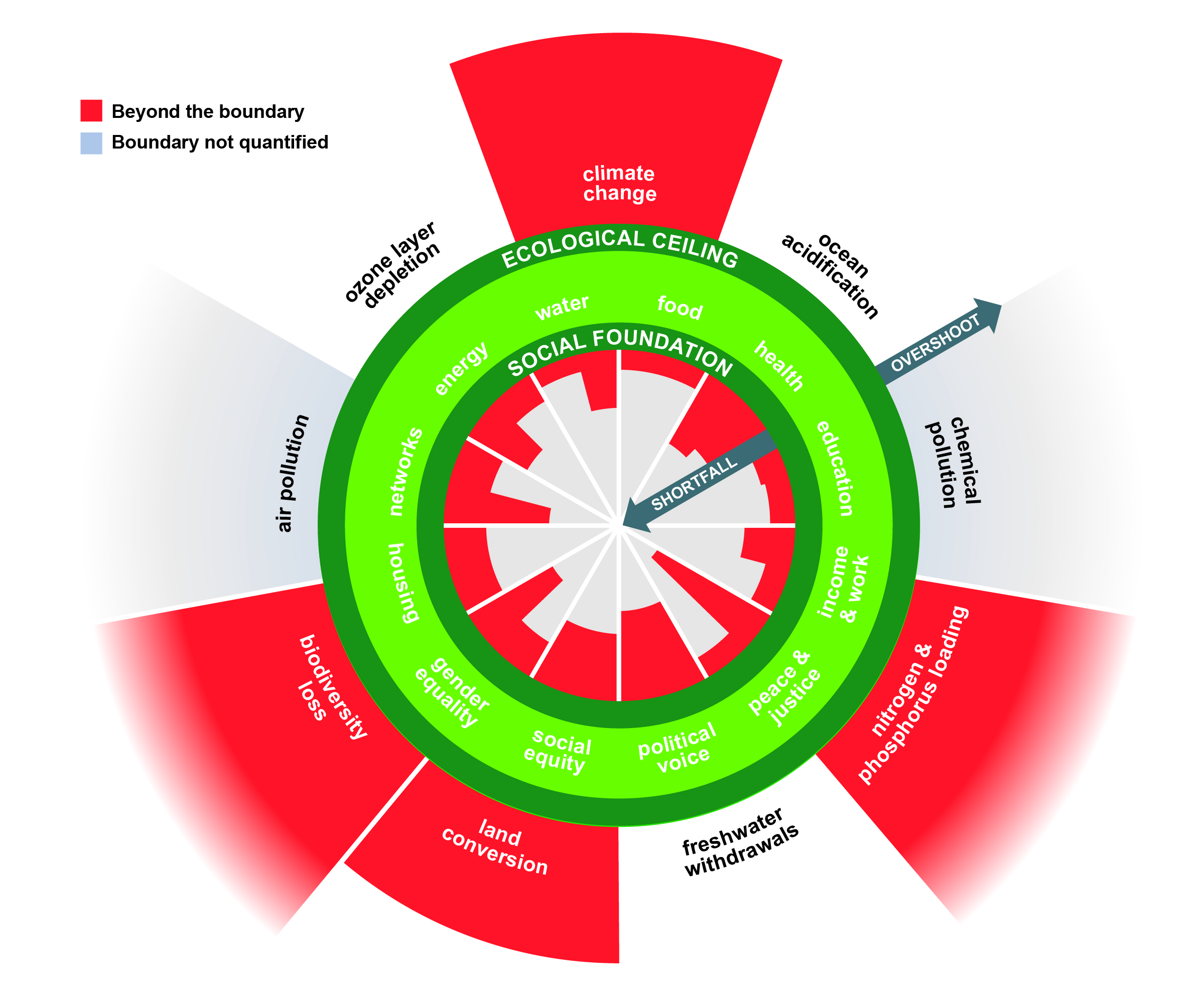
Overschrijding van grenzen op planetaire schaal